# Piccoli crimini coniugali
Piccoli crimini coniugali è un film del 2017 diretto da Alex Infascelli, tratto dall'omonima piece teatrale di Éric-Emmanuel Schmitt, interpretato da Sergio Castellitto e Margherita Buy.

## Promozione
Il trailer cinematografico è uscito in anteprima sul sito di Repubblica il 17 marzo 2017.

## Distribuzione
Il film è stato distribuito a partire dal 6 aprile 2017 da Koch Media.

## Riconoscimenti
- 2017 - Nastro d'argento
  - Candidatura per la Migliore sceneggiatura ad Alex Infascelli e Francesca Manieri
  - Candidatura per il Miglior fotografia a Arnaldo Catinari
  - Candidatura per il Miglior scenografia a Marina Pinzuti Ansolini

## Curiosità
- Nel film sono presenti due hit musicali: I Feel Love e Ma che freddo fa, quest'ultima utilizzata solo per il trailer.
- È stata realizzata anche una piece teatrale italiana diretta e interpretata da Michele Placido.